# Andrew Kippis
Andrew Kippis (28 de marzo de 1725 – 8 de octubre de 1795) fue un clérigo y biógrafo disidente inglés.

## Vida
Hijo de Robert Kippis, calcetero de seda, nació en Nottingham.Fue a la escuela de Sleaford en Lincolnshire, pasó a la edad de dieciséis años a la academia Disidente en Northampton, cuyo presidente era el Dr. Philip Doddridge. En 1746 Kippis fue nombrado ministro de la iglesia en Boston; en 1750 se mudó a Dorking, Surrey; y en 1753 se convirtió en pastor de una congregación presbiteriana congregación en Westminster, donde permaneció hasta su muerte.
Kippis fue protagonista de los asuntos de su iglesia. De 1763 a 1784 fue tutor clásico y filológico de la academia del Mercado Coward en Hoxton, y posteriormente en la Nueva Universidad de Hackney. En 1778 fue elegido miembro de la Sociedad de Anticuarios, y miembro de la Royal Society en 1779.

## Trabajos

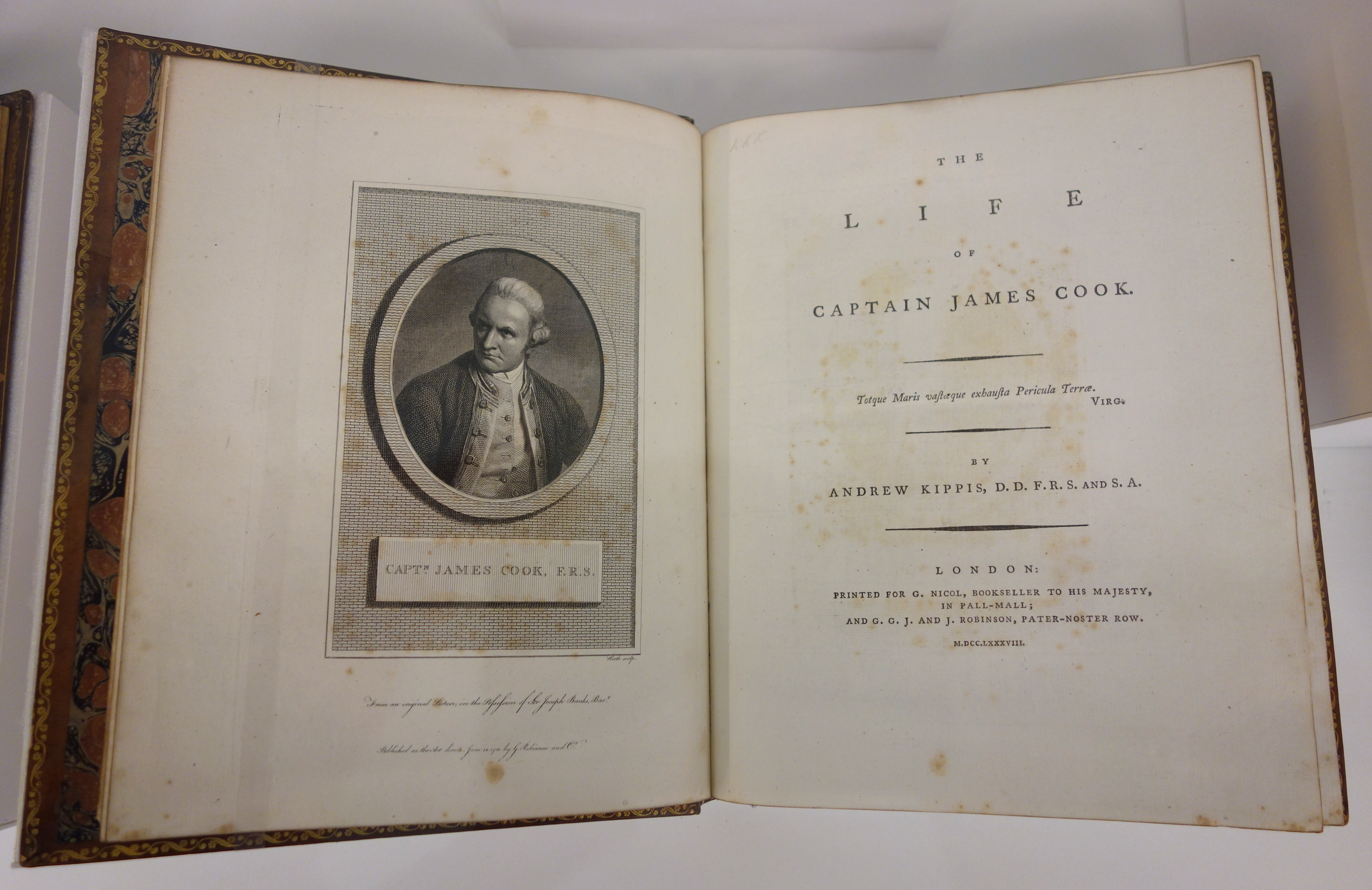
La Vida del Capitán James Cook, Londres, 1788

Kippis fue un gran escritor. Contribuyó ampliamente en La Revista del Caballero, El Resumen Mensual y La Biblioteca; y fundó el Nuevo Registro Anual. Publicó sermones y panfletos; y la biografía de Nathaniel Lardner en su Trabajos (1788). Escribió la biografía de Philip Doddridge en la Exposición del Nuevo Testamento (1792). Su mayor trabajo es su edición de la Biografía Británica; vivió sólo la publicación de cinco volúmenes (folio, 1778–1793). En este trabajo asistió a Joseph Towers, ministro de la Iglesia Unitaria de Newington Green.
Uno de los trabajos de Kippis fue Los Viajes de Cook publicado por primera vez en Londres en 1788 See Hocken, Bibliography of New Zealand Literature, 1909 e incluye una carta de Kippis a Jorge III del Reino Unido del 13 de junio de 1788. El libro tiene relatos de los tres viajes, 1768-1771, 1772-1775, 1776-1779 , así como el relato del carácter de James Cook, los efectos de sus viajes y un comentario sobre sus servicios.